# Volcán de Taburiente (barco)
El Volcán de Taburiente fue un ferry-crucero tipo RO/RO de la naviera española Armas, que comenzó sus rutas marítimas en el año 2006 para servicios regulares entre las Islas Canarias hasta el año 2024 en el que fue vendido a la naviera griega Golden Star ferries pasándose a llama "Andros King" 

## Historia
Fue construido por el astillero español Hijos de J. Barreras de Vigo y sus rutas transcurren desde Los Cristianos en Tenerife hasta los puertos de San Sebastián de La Gomera y Santa Cruz de La Palma.

## Características técnicas
El Volcán de Taburiente tiene doce metros menos de eslora que sus buques hermanos, el Volcán de Tamasite y el Volcán de Timanfaya. Su capacidad máxima de pasajeros de 1 500. Con las cubiertas 3 y 5, el barco tiene dos cubiertas de carga completas y una cubierta para automóviles. Con esta disposición se pueden transportar 103 coches y 28 semirremolques o hasta un máximo de 305 coches. Su velocidad de servicio es de 22,5 nudos.

### Maquinaria
El sistema de las máquinas consta de cuatro motores diesel en línea de cuatro tiempos y nueve cilindros del tipo MaK 9M32C de Caterpillar. La potencia nominal por motor es de 4 500 kW a una velocidad de 600 rpm. Las dos hélices de paso controlable con un diámetro de 3,7 metros están propulsadas cada una por dos motores. Un sistema de control de propulsión transversal de 2 × 720 kW está disponible para maniobrar en las instalaciones portuarias, a veces muy estrechas. Dos generadores accionados por los motores principales y dos generadores diesel de Wärtsilä, cada uno con alrededor de 900 kW (1125 kVA), alimentan el sistema eléctrico. El generador de emergencia tiene una potencia de 277 kW (346 kVA).

## Equipamiento
Debido a los cortos tiempos de sus rutas, no existen a bordo cabinas de pasajeros. Las cabinas solo están disponibles para la tripulación de 34 personas.